# Jamaika-Schlanknatter
Die Jamaika-Schlanknatter (Hypsirhynchus ater, Syn.: Alsophis ater), auch als Schwarze Schlanknatter bezeichnet, ist eine Vertreterin aus der Familie der Nattern.

## Beschreibung
Die Art erreicht eine Länge von 85 Zentimetern. Der Rücken ist schwarz oder dunkeloliv mit schwarzen Punkten. Die Bauchseite ist einheitlich schwarz oder dunkeloliv gefärbt. An den Kopfseiten ist eine mehr oder weniger schwarze Linie zu erkennen, die durch die Augen verläuft. Zwischen Nasenöffnung und Auge ist kein Zügelschild (Loreale) vorhanden. 

## Lebensweise
Die Jamaika-Schlanknatter ist eine tagaktive, bodenbewohnende Schlange, die sich von kleinen Reptilien ernährt. Hierzu zählen insbesondere Schleichen der Gattung Celestus.

## Status
Mitte des 19. Jahrhunderts beschrieb Philip Henry Gosse die Jamaika-Schlanknatter als eine der häufigsten Schlangen Jamaikas. Heute gilt sie als extrem selten oder bereits ausgestorben. In den 1940er-Jahren war sie infolge von Waldzerstörung und eingeführten Mungos aus ihrem Lebensraum weitgehend verdrängt worden. Der Fund einer Schuppenhaut in den frühen 1970er-Jahren gibt jedoch zur Hoffnung Anlass, dass einige wenige Exemplare überlebt haben könnten. In der Roten Liste der IUCN wird sie als „vom Aussterben bedroht“ (critically endangered) eingestuft.